# Sò mồng

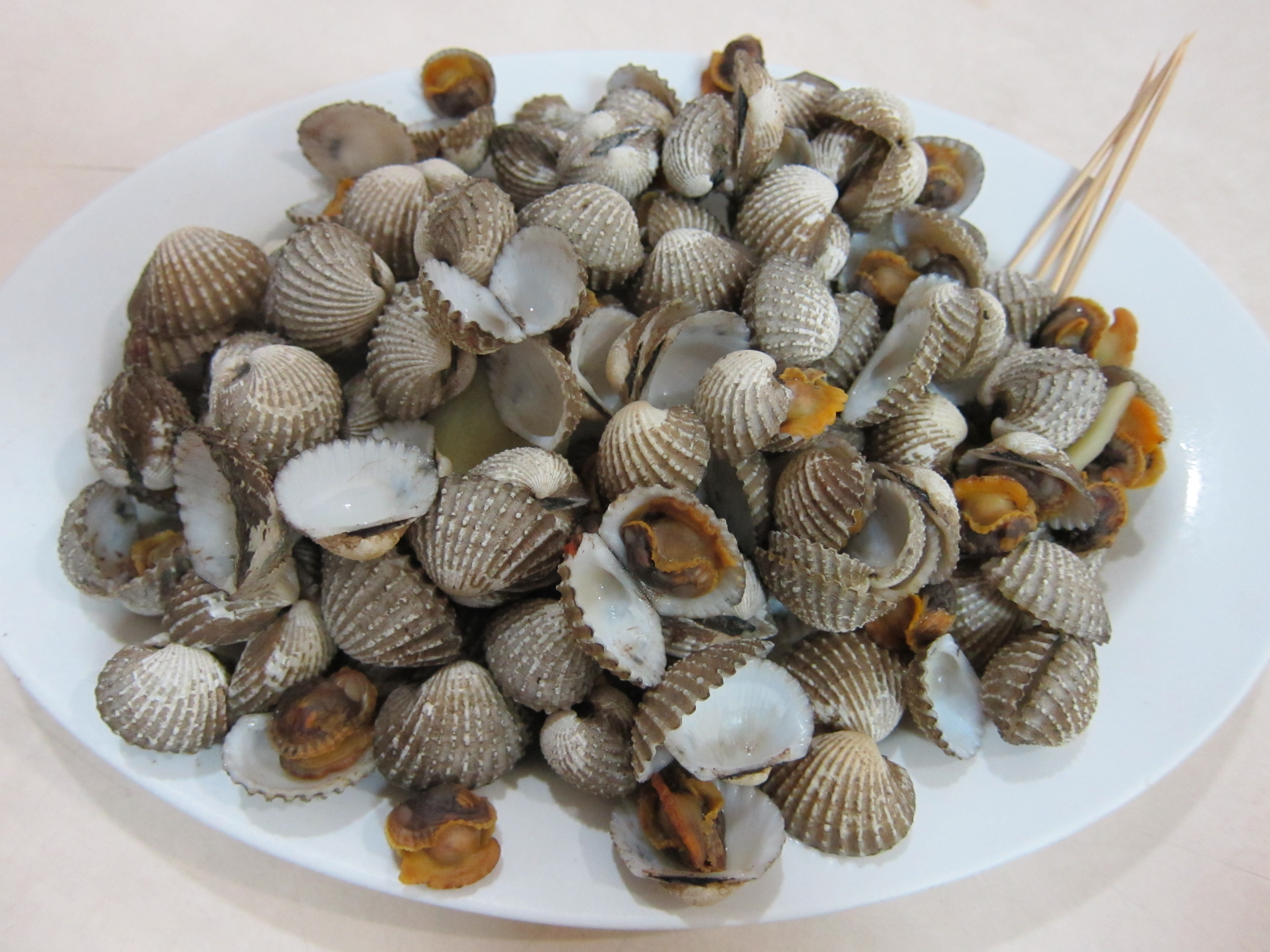
Sò huyết

Sò mồng hay sò dương (Danh pháp khoa học: Vasticardium flavum) là một động vật thân mềm hai mảnh vỏ trong họ Cardiidae, chúng là một loại sò mang tên ngộ nghĩnh, hài hước nhưng ăn ngon. 

## Đặc điểm
Sò mồng có dạng như sò huyết, chỉ khác vỏ nhẵn, mỏng có màu nâu hồng, trung bình mỗi con to bằng khu chén. Đặc điểm của con sò mồng là thịt nhiều, có màu trắng hồng, dai chắc, vị thơm ngon ngọt. Hình dạng phần thịt sò vo tròn, không có chứa chất bẩn như các loại ốc, vẹm, điệp mà chỉ có thịt. 

## Khai thác
Sò mồng được ngư dân khai thác bằng cách lặn bắt dưới mặt đầm. Sau khi bắt được, con sò được ngâm trong nước mặn vài giờ để cho các chất nhầy, rong bùn nhả ra hết rồi có thể chế biến thành món. Với món nướng, gắp từng con sò bỏ lên lò than, bắt lửa, con sò co lại rồi tự động há nắp để lộ phần thịt. Nếu ăn sò phi hành, cũng làm đủ công đoạn như sò nướng nhưng đến lúc con sò vừa há nắp thì dùng dầu với hành đã phi sẵn với ít đậu phộng rang giã nhỏ chế lên trên phần thịt của con sò, món sò hấp sả là gọn và nhanh.

## Chế biến
Chúng là loại sò có giá trị kinh tế cao, phân bố rộng khắp trên các vùng biển Việt Nam. Sò dương có hình dáng lớn, con trưởng thành có thể bằng nắm tay người lớn. Thịt sò dai giòn, đậm, có vị ngọt nên được nhiều người ưa thích. Sò dương/Sò mồng hay sò dương thường được chế biến bằng nhiều cách như nướng, hấp, nấu cháo. Tuy nhiên, phổ biến hơn cả là sò dương nướng mỡ hành. 